# Tuberculatus pilosulus
Tuberculatus pilosulus är en insektsart. Tuberculatus pilosulus ingår i släktet Tuberculatus och familjen långrörsbladlöss. Inga underarter finns listade i Catalogue of Life.